# Les yeux de maman sont des étoiles
Pour plus de détails, voir Fiche technique et Distribution.
Les yeux de maman sont des étoiles est un film français réalisé par Jacques Robiolles et sorti en 1971.

## Fiche technique
- Titre : Les yeux de maman sont des étoiles
- Réalisation : Jacques Robiolles
- Scénario : Jacques Robiolles
- Photographie : Jean-Marie Estève, Claude Reggane et Philippe Rousselot
- Pays d'origine :  France
- Durée : 80 minutes
- Date de sortie : France - 1971 (présentation au Festival international du jeune cinéma de Hyères)

## Distribution
- Fatima Bougera
- Stanislas Robiolles
- Alain Moreau

## Distinctions
- 1971 : Prix spécial du jury au Festival international du jeune cinéma de Hyères[1]